# ویلیخووو-ویش
ویلیخووو-ویش (به لاتین: Wielichowo-Wieś) یک روستا در لهستان است که در گمینا ویلیخووو واقع شده‌است.